# Gamle Adam
Gamle Adam (originaltitel Der wahre Jacob) är en tysk fars från 1924 av Franz Arnold och Ernst Bach.
Farsen Gamle Adam blev en framgång på Vasateatern i Stockholm 1984 med bland andra Carl-Gustaf Lindstedt, Jarl Borssén, Martin Ljung och Siv Ericks i huvudrollerna.
Handlingen utspelade sig då i den fiktiva staden Lillköping på 1920-talet. Ortens sedlighetsmän reser till Stockholm för att delta i en moralkongress men hamnar på helt andra äventyr. En av männen börjar uppvakta en firad aktris som efter hand visar sig vara hans hustrus dotter från ett tidigare äktenskap.

## Senare uppsättningar i Sverige
Pjäsen har spelats i flera olika versioner på olika scener bland annat under namnen Hög moral i Kulladal och Familjeprassel. I Eva Rydbergs version på Fredriksdalsteatern handlade föreställningen om en kvinna på drift, då hette pjäsen "Hon jazzade en sommar" (2002) där, förutom Rydberg själv, även Ewa Roos, Fredrik Dolk, Marianne Mörck, Reuben Sallmander, Birgitta Rydberg med flera.
2013 spelades pjäsen på Gunnebo slottsteater under titeln Charmören från Långedrag med bland annat Claes Malmberg, Hanna Lindblad och Peter Harryson. Handlingen var då förlagd till 1920-talets Göteborg och moralkongressen skedde i Köpenhamn. Året därpå spelades föreställningen vid Krusenstiernska gården i Kalmar med bland annat Robert Gustafsson och Allan Svensson under titeln Charmörer på vift.  